# Мудандзян (река)
Мудандзян (на китайски: 牡丹江; на пинин: Mǔdānjiāng) е река в Североизточен Китай, в провинции Дзилин и Хъйлундзян, десен приток на Сунгари (десен приток на Амур). С дължина 725 km и площ на водосборния басейн 38 909 km² река Мудандзян води началото си на 860 m н.в. от планината Муданлин (съставна част на Манджуро-Корейските планини) в провинция Дзилин. Почти по цялото си протежение тече на север през хълмисти райони в северните части на Манджуро-Корейските планини в сравнително широка долина. Влива се отдясно в река Сунгари (десен приток на Амур) на 90 m н.в. в чертите на град Илан. Основни притоци: леви – Дашахъ, Хайланхъ; десни – Шахъ, Хамахъ, Малянхъ, Ухълинхъ, Усихънхъ. Има ясно изразено пролетно-лятно пълноводие и зимно маловодие. Среден годишен отток в средното течение (при град Мудандзян) – 181 m³/s. Замръзва през ноември, а се размразява през април. В горното ѝ течение е изграден големият хидровъзел Дзинбоху с мощна ВЕЦ. В долното течение е плавателна за плитко газещи речни съдове, а в горното и средното водите ѝ се използват за транспортиране на суров дървен материал. Долината на Мудандзян е гъстонаселена, като най-големите селища са градовете Дунхуа, Нинъан, Мудандзян, Илан.